# 金河林业局
金河林业局是一个位于中华人民共和国内蒙古自治区根河市的类似乡级单位，亦是中国内蒙古森林工业集团所属的一个林业局。
金河林业局于1958年建局，位于大兴安岭西北麓。经营面积517228公顷，活立木总蓄积3700万立方米，森林蓄积3500万立方米，森林覆盖率90%。林业总人口13700人。

## 行政区划
金河林业局下辖以下单位：
金林林场、秀山林场、阿山林场、牛耳河林场。